# Seznam dílů seriálu Tělo jako důkaz
Toto je seznam dílů seriálu Tělo jako důkaz. Americký dramatický televizní seriál z lékařského prostředí Tělo jako důkaz vytvořil Chris Murphey v produkci ABC Studios. Televize ABC ho vysílala od 29. března 2011. Celkem vzniklo 42 dílů uspořádaných do tří řad.

## Přehled řad
| Řada | Díly | Premiéra v USA  | Premiéra v USA  | Premiéra v ČR     | Premiéra v ČR     |
| Řada | Díly | První díl       | Poslední díl    | První díl         | Poslední díl      |
| ---- | ---- | --------------- | --------------- | ----------------- | ----------------- |
| 1    | 9    | 29. března 2011 | 17. května 2011 | 3. září 2012      | 29. října 2012    |
| 2    | 20   | 20. září 2011   | 10. dubna 2012  | 5. listopadu 2012 | 18. prosince 2013 |
| 3    | 13   | 19. února 2013  | 28. května 2013 | 8. ledna 2014     | 9. dubna 2014     |

## Seznam dílů

### První řada (2011)
| Č. v seriálu | Č. v řadě | Původní název     | Český název        | Režie            | Scénář                              | Premiéra v USA  | Premiéra v ČR  | Sledovanost v USA (v mil.) |
| ------------ | --------- | ----------------- | ------------------ | ---------------- | ----------------------------------- | --------------- | -------------- | -------------------------- |
| 1            | 1         | Pilot             | Tělo jako důkaz    | Nelson McCormick | Christopher Murphey                 | 29. března 2011 | 3. září 2012   | 13,94                      |
| 2            | 2         | Letting Go        | Netlačit na pilu   | Nelson McCormick | Christopher Murphey a Matthew Gross | 3. dubna 2011   | 10. září 2012  | 8,49                       |
| 3            | 3         | Helping Hand      | Pomocná ruka       | John Terlesky    | Corey Miller                        | 5. dubna 2011   | 17. září 2012  | 11,15                      |
| 4            | 4         | Talking Heads     | Mluvící hlavy      | Christine Moore  | Diane Ademu-John                    | 12. dubna 2011  | 1. října 2012  | 11,06                      |
| 5            | 5         | Dead Man Walking  | Chodící mrtvola    | Matthew Gross    | Christopher Murphey                 | 19. dubna 2011  | 8. října 2012  | 11,37                      |
| 6            | 6         | Society Hill      | Lepší společnost   | Kate Woods       | Matthew V. Lewis                    | 26. dubna 2011  | 15. října 2012 | 11,86                      |
| 7            | 7         | All in the Family | Všechno v rodině   | John Polson      | Sam Humphrey                        | 3. května 2011  | 24. září 2012  | 10,23                      |
| 8            | 8         | Buried Secrets    | Pohřbená tajemství | David Platt      | Christopher Murphey a Sunil Nayar   | 10. května 2011 | 22. října 2012 | 10,11                      |
| 9            | 9         | Broken Home       | Rozvrácený domov   | Nelson McCormick | Andrew Dettman                      | 17. května 2011 | 29. října 2012 | 10,33                      |

### Druhá řada (2011–2012)
| Č. v seriálu | Č. v řadě | Původní název          | Český název          | Režie            | Scénář                                          | Premiéra v USA     | Premiéra v ČR      | Sledovanost v USA (v mil.) |
| ------------ | --------- | ---------------------- | -------------------- | ---------------- | ----------------------------------------------- | ------------------ | ------------------ | -------------------------- |
| 10           | 1         | Love Thy Neighbor      | Miluj bližního svého | Christine Moore  | Corey Miller                                    | 20. září 2011      | 4. září 2013       | 9,41                       |
| 11           | 2         | Hunting Party          | Na lovu              | Paul Holahan     | Christopher Murphey                             | 27. září 2011      | 11. září 2013      | 9,19                       |
| 12           | 3         | Missing                | Pohřešovaný          | Eric Laneuville  | Matthew V. Lewis                                | 4. října 2011      | 12. listopadu 2012 | 9,95                       |
| 13           | 4         | Lazarus Man            | Lazar                | Stephen Cragg    | Andrew Dettmann                                 | 11. října 2011     | 18. září 2013      | 9,00                       |
| 14           | 5         | Point of Origin        | Ohnisko požáru       | Nathan Hope      | Bryan Oh                                        | 18. října 2011     | 5. listopadu 2012  | 9,27                       |
| 15           | 6         | Second Chances         | Druhé šance          | Dwight Little    | Sam Humphrey                                    | 25. října 2011     | 19. listopadu 2012 | 9,43                       |
| 16           | 7         | Hard Knocks            | Tvrdé rány           | Christine Moore  | Sunil Nayar                                     | 1. listopadu 2011  | 26. listopadu 2012 | 9,90                       |
| 17           | 8         | Love Bites             | Láska bolí           | Christine Moore  | Sam Humphery                                    | 15. listopadu 2011 | 25. září 2013      | 9,76                       |
| 18           | 9         | Gross Anatomy          | Kurz anatomie        | Eric Laneuville  | Diane Ademu-John                                | 29. listopadu 2011 | 2. října 2013      | 9,49                       |
| 19           | 10        | Your Number's Up       | Nadešel tvůj čas     | John Putch       | Matthew V. Lewis                                | 6. prosince 2011   | 9. října 2013      | 7,23                       |
| 20           | 11        | Falling For You        | Láska předchází pád  | Christine Moore  | Matthew Gross                                   | 3. ledna 2012      | 23. října 2013     | 7,05                       |
| 21           | 12        | Shades of Blue         | Odstíny modři        | Kenneth Fink     | Lawrence Kaplow                                 | 10. ledna 2012     | 16. října 2013     | 6,90                       |
| 22           | 13        | Sympathy For the Devil | Soucit s ďáblem      | Christine Moore  | Sunil Nayar                                     | 17. ledna 2012     | 6. listopadu 2013  | 7,94                       |
| 23           | 14        | Cold Blooded           | Jako kus ledu        | Nelson McCormick | Allen MacDonald                                 | 14. února 2012     | 30. října 2013     | 6,26                       |
| 24           | 15        | Occupational Hazards   | Rizika povolání      | Matthew Gross    | Corey Miller                                    | 21. února 2012     | 13. listopadu 2013 | 6,64                       |
| 25           | 16        | Home Invasion          | Loupežné přepadení   | John Terlesky    | Andrew Dettman                                  | 28. února 2012     | 20. listopadu 2013 | 6,83                       |
| 26           | 17        | Identity               | Totožnost            | Michael Grossman | Christopher Murphey                             | 13. března 2012    | 27. listopadu 2013 | 7,46                       |
| 27           | 18        | Going Viral (Part 1)   | Jako virus (1. část) | Alex Zakrzewski  | Matthew V. Lewis a Lawrence Kaplow              | 27. března 2012    | 4. prosince 2013   | 9,72                       |
| 28           | 19        | Going Viral (Part 2)   | Jako virus (2. část) | Tom Verica       | Diane Ademu-John                                | 3. dubna 2012      | 11. prosince 2013  | 10,51                      |
| 29           | 20        | Mind Games             | Strategie            | David Solomon    | námět: Caren Rubenstone scénář: Allen Macdonald | 10. dubna 2012     | 18. prosince 2013  | 10,05                      |

### Třetí řada (2013)
| Č. v seriálu | Č. v řadě | Původní název     | Český název            | Režie            | Scénář               | Premiéra v USA  | Premiéra v ČR   | Sledovanost v USA (v mil.) |
| ------------ | --------- | ----------------- | ---------------------- | ---------------- | -------------------- | --------------- | --------------- | -------------------------- |
| 30           | 1         | Abducted (Part 1) | Únos (1. část)         | Michael Watkins  | Christopher Murphey  | 19. února 2013  | 8. ledna 2014   | 6,75                       |
| 31           | 2         | Abducted (Part 2) | Únos (2. část)         | Ralph Hemecker   | Evan Katz            | 26. února 2013  | 15. ledna 2014  | 6,37                       |
| 32           | 3         | Lost Souls        | Ztracené duše          | David Von Ancken | Allen MacDonald      | 5. března 2013  | 29. ledna 2014  | 6,59                       |
| 33           | 4         | Mob Mentality     | Mafiánská mentalita    | Christine Moore  | Alexi Hawley         | 12. března 2013 | 5. února 2014   | 6,60                       |
| 34           | 5         | Eye for an Eye    | Oko za oko             | Alex Zakrzewski  | Corey Miller         | 19. března 2013 | 12. února 2014  | 8,42                       |
| 35           | 6         | Fallen Angel      | Padlý anděl            | Christine Moore  | Diane Ademu-John     | 26. března 2013 | 19. února 2014  | 9,59                       |
| 36           | 7         | Skin and Bones    | Kůže a kosti           | Michael Grossman | Alexi Hawley         | 2. dubna 2013   | 26. února 2014  | 8,56                       |
| 37           | 8         | Doubting Tommy    | Tommy pochybné pověsti | Alex Zakrzewski  | Matthew L. Lewis     | 9. dubna 2013   | 5. března 2014  | 8,98                       |
| 38           | 9         | Disappearing Act  | Zmizení                | Sam Hill         | Christopher Murphey  | 16. dubna 2013  | 12. března 2014 | 8,94                       |
| 39           | 10        | Committed         | V ústavní péči         | Eric Laneuville  | Allen MacDonald      | 23. dubna 2013  | 19. března 2014 | 9,35                       |
| 40           | 11        | Dark City         | Temné město            | John Terlesky    | Diane Ademu-John     | 7. května 2013  | 26. března 2014 | 8,24                       |
| 41           | 12        | Breakout          | Útěk z vězení          | Milan Cheylov    | Krystal Houghton Ziv | 14. května 2013 | 22. ledna 2014  | 8,60                       |
| 42           | 13        | Daddy Issues      | Ta věc s tátou         | John Terlesky    | Corey Miller         | 28. května 2013 | 9. dubna 2014   | 7,64                       |